# Флоріана
Флоріана (англ. Floriana, мальт. Il-Furjana) — місто на Мальті. Межує з Валеттою, Марсою, Питою, Хамруном. Названа на честь італійського архітектора та інженера Пьєтро Паоло Флоріана, відповідального за спорудження міських укріплень.

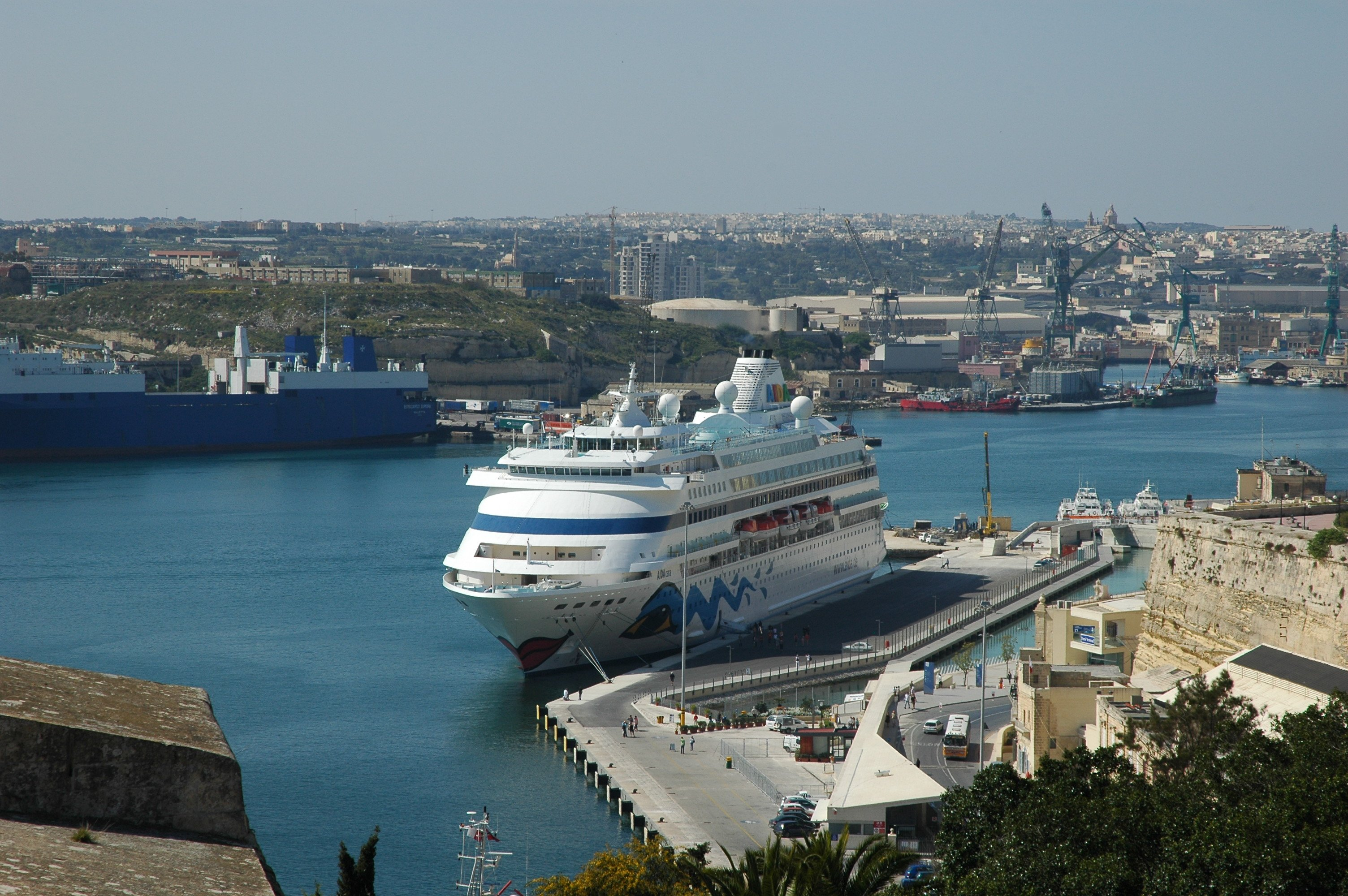
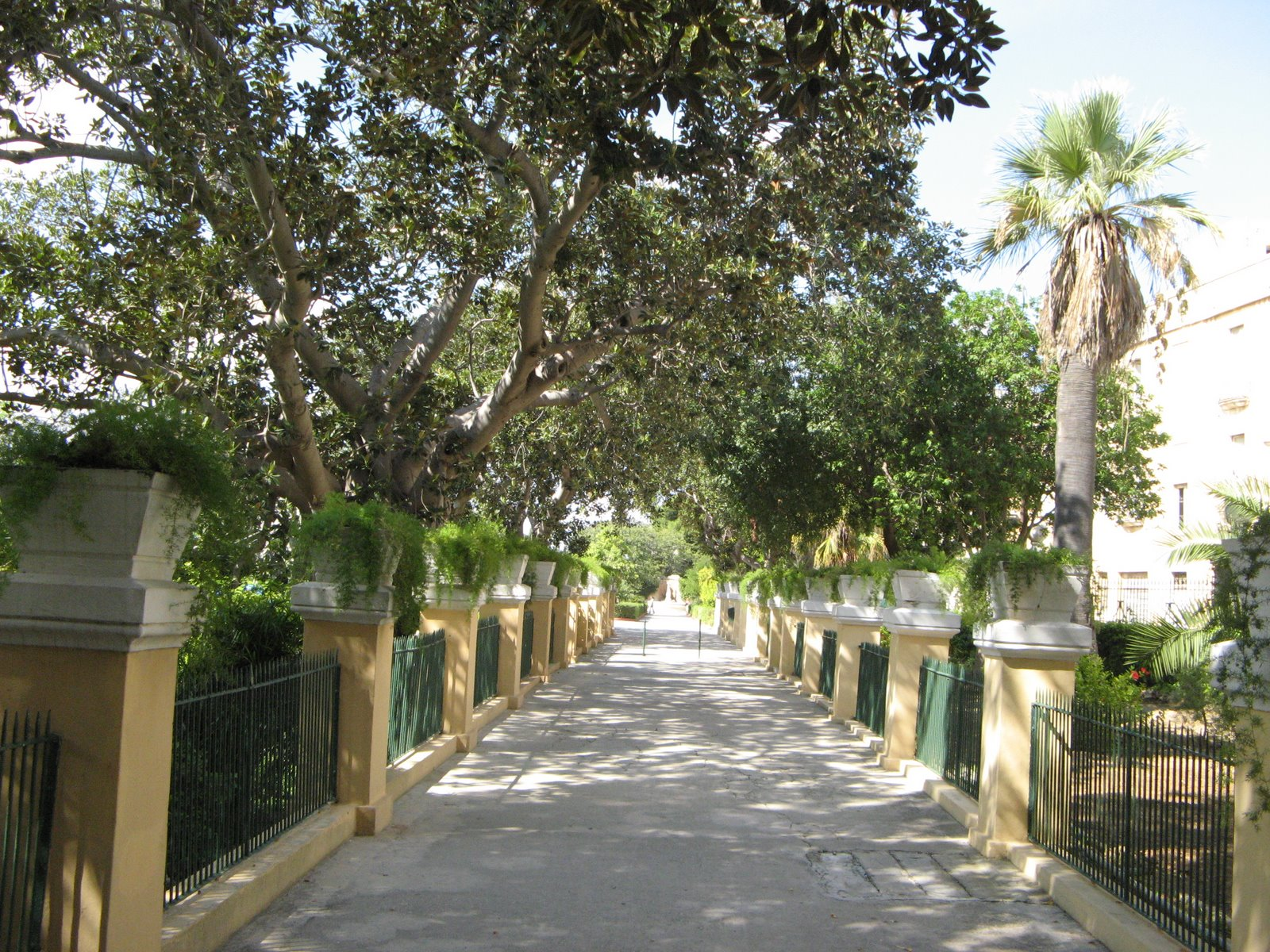
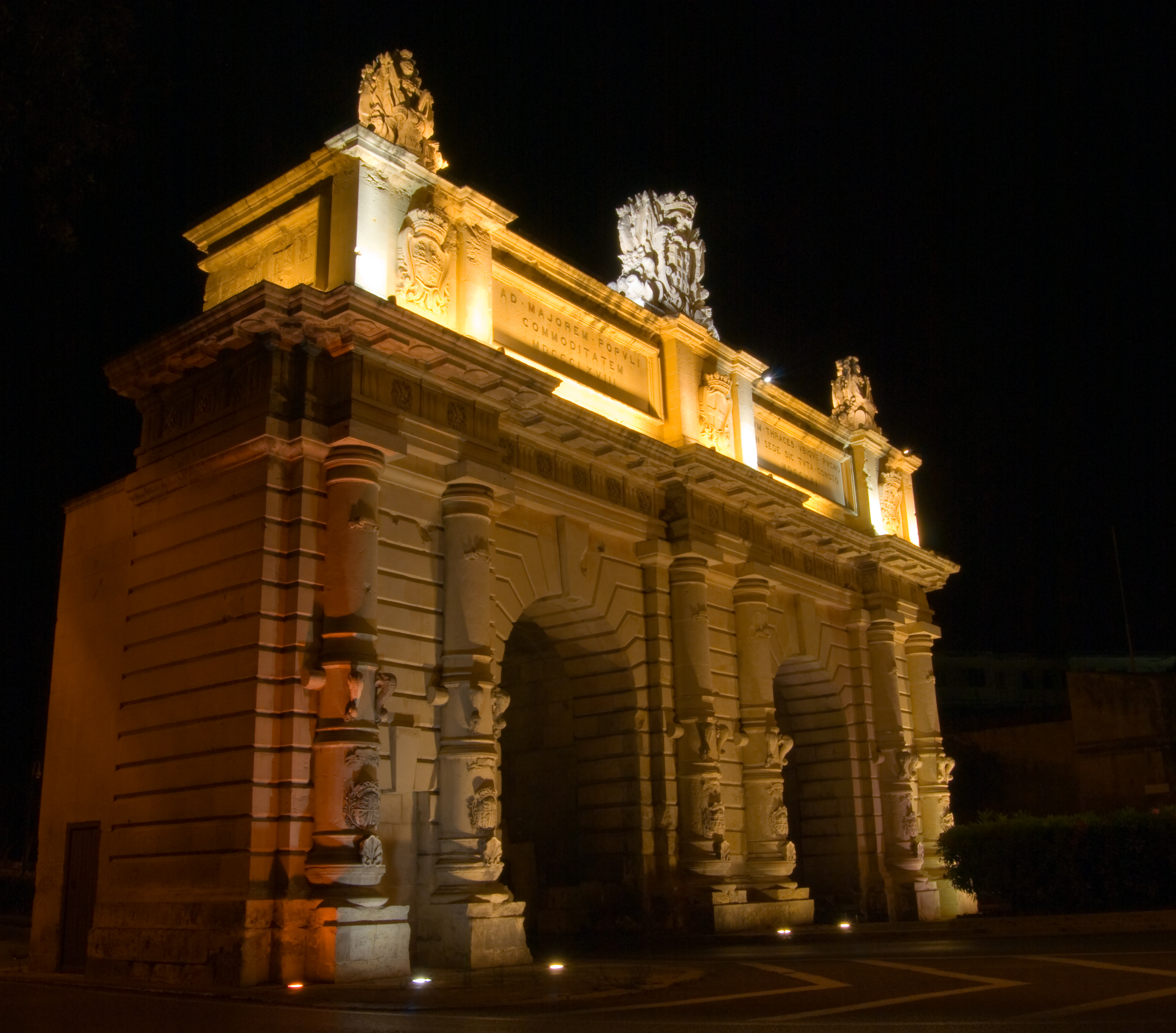